# Mohammad-Ali Abtahi
Seyed Mohammad Ali Abtahi (Mashhad, 29 settembre 1958) è un politico iraniano riformista, Vice-Presidente dell'Iran dal 2001 al 2004 e imprigionato dalle autorità iraniane.

## Biografia
Politico appartenente alla fazione riformista, in vista delle elezioni presidenziali del 2009 appoggia la candidatura di Mehdi Karrubi, e il 16 giugno viene arrestato.
Una volta scarcerato, nel maggio 2010 viene attaccato da individui non identificati mentre si dirigeva in macchina a Shahr-e Rey. Abtahi ha successivamente affermato di essere stato aggredito da agenti in borghese armati di coltelli, che avrebbero rotto i finestrini della sua auto e gettato gas lacrimogeni.